# Burlington, New Jersey
Burlington är en stad i Burlington County i New Jersey. Vid 2010 års folkräkning hade Burlington 9 920 invånare.

## Kända personer från Burlington
- James Fenimore Cooper, författare
- William H. Wells, politiker